# محمود حسين (ممثل)
محمود حسين (1949 - 18 أبريل 2023) ممثل عراقي مسرحي وتلفزيوني ومقدم برامج، اشتهر بكنية «أبو تحسين». 
بدأ عمله في المسرح العمالي سنة 1969، وحصل على جائزة أفضل ممثل في مسرحية الطوب سنة 1987، له أكثر من 60 مسلسلاً و70 مسرحيةً وبرامج كثيرة، من أبرز أعمالها مسلسل «أولاد الحاج»، ومسلسل «محلتنا» والمسلسل الشهير «أشهى الموائد في مدينة القواعد».

## وفاته
توفيَ محمود حسين يوم 18 نيسان سنة 2023، من جرّاء مرض، وكان قد شكا حاله في شهر أغسطس سنة 2019، بعد أن عَميتْ عيناه إذ قال: «لم يسأل عني أي شخص سواء من الجهات الحكومية أو نقابة الفنانين أو زملاء العمل».

## روابط خارجية
- محمود حسين على موقع قاعدة بيانات الأفلام العربية